# ヤップ語

大洋州諸語の分布図。オレンジがアドミラルティ諸島諸語とヤップ語、黄色がセント・マティア語、緑が西オセアニア語群、紫がテモツ語、残りは中部東オセアニア語群で赤は南東ソロモン語、青は南オセアニア語、ピンクはミクロネシア語、黄土色はフィジーポリネシア語

ヤップ語（ヤップご、英語: Yapese）はヤップ島（ミクロネシア連邦）の島民が話す言語である。オーストロネシア語族の中で大洋州諸語に属している。ヤップ語の詳細な分類を行う事は困難を極めてきたが、アドミラルティ諸島諸語の一つであるとする意見がある。Ethnologue第19版では大洋州諸語の中で孤立した言語と位置づけられ、Glottolog 2.7ではングルワン語と共にYapesicというグループに分類されている。

## 正書法
声門閉鎖音がヤップ語の代表的な特徴である。文法上の例外はあるが基本的に母音字から始まっている言葉は声門閉鎖音から始まっていて、隣接する母音同士の間にも声門閉鎖音が存在し、語末が声門閉鎖音となる場合も多い。
書き言葉のヤップ語にはラテン文字が用いられる。1970年代まで使用されていたヤップ語の綴り方では声門閉鎖音は明確に文字で書かれることはなかった。語末の声門閉鎖音は最後の母音字を重ねる事で表現され、子音の声門化はアポストロフィつき文字で表現されていた。また1970年代に編み出された正字法では長母音を表現するために二重の母音文字が使用され、声門閉鎖音が表現されないと曖昧になる場合がある為に声門閉鎖音は「q」という文字で書かれるようになった。「q」を使うこの新たな正字法は一般的には使用されないが、ヤップ島についての著作や地図の多くは地名を表す際にこの正字法を用いており、「q」の字を多く含んでいる。しかしこの「q」の字はヤップ語や新しい正字法が分からない人々を困惑させる恐れもある。

## 音韻論
二つの文法形で母音のみという例外がある事を除けば、音節は基本的に「子音+母音」や「子音+母音+子音」である。

### 子音
ヤップ語は放出摩擦音を使う世界でも比較的数少ない言語の一つである。ヤップ語の放出音にあたる子音は/pʼ tʼ kʼ fʼ θʼ/である。また、声門化された鼻音/mˀ nˀ ŋˀ/や側音の/lˀ/もある。
下表の各マスにおける左側は音素、右側は音素に対応するヤップ語正書法の綴りである。
|        |        | 唇音  | 歯音   | 歯茎音 | 硬口蓋音 | 軟口蓋音 | 声門音 |
| ------ | ------ | ----- | ------ | ------ | -------- | -------- | ------ |
| 鼻音   |        | m     |        | n      |          | ŋ ng     |        |
| 鼻音   | 声門化 | mˀ m' |        | nˀ n'  |          | ŋˀ ng'   |        |
| 破裂音 |        | p     |        | t      |          | k        | ʔ q    |
| 破裂音 | 放出音 | pʼ p' |        | tʼ t'  |          | kʼ k'    |        |
| 摩擦音 | 無声   | f     | θ th   | s      | ʃ ch     | x g      | (h) h  |
| 摩擦音 | 有声   | β b   | ð d    |        |          |          |        |
| 摩擦音 | 放出音 |       | θʼ th' |        |          |          |        |
| 接近音 |        |       |        | l      | j y/j    | w        |        |
| 接近音 | 声門化 |       |        | lˀ l'  | jˀ y'    | wˀ w'    |        |

h /h/とj /j/は日本語や英語の借用語にのみ現れる。但し/j/自体はyとして固有語にも見られる。chとthは別として二重の字で書かれた子音は珍しく、末尾の子音に制限がほとんどなく、実際、語根は短母音で終わることはなく、末尾の子音で終わることが圧倒的に多い。

### 母音
下表の各マスにおける左側は音素、右側は音素に対応するヤップ語正書法の綴りである。
|               | 前舌   | 前舌   | 前舌   | 前舌   | 後舌   | 後舌   | 後舌   | 後舌  |
| 非円唇        | 非円唇 | 円唇   | 円唇   | 非円唇 | 非円唇 | 円唇   | 円唇   |       |
| 短母音        | 長母音 | 短母音 | 長母音 | 短母音 | 長母音 | 短母音 | 長母音 |       |
| ------------- | ------ | ------ | ------ | ------ | ------ | ------ | ------ | ----- |
| 狭            | ɪ i    | iː ii  |        |        |        |        | ʊ u    | ʊː uu |
| 中            | ɛ e    | eː ee  | œ ö    | œː oe  | ʌ a    |        | ɔ o    | ɔː oo |
| やや広め (en) | æ ë    | æː ea  |        |        |        |        |        |       |
| 広            | a ä    | aː ae  |        |        |        |        | ɑː aa  |       |

## 文法

### 統語論

#### 語順
VSO型である。

## 関連書籍
- Jensen, John Thayer. 1977. Yapese–English Dictionary. (PALI Language Texts: Micronesia.) Honolulu: University of Hawai‘i Press.
- Jensen, John Thayer. 1977. Yapese Reference Grammar. Honolulu: University of Hawai‘i Press.